# Frederik-Valdemar Olsen

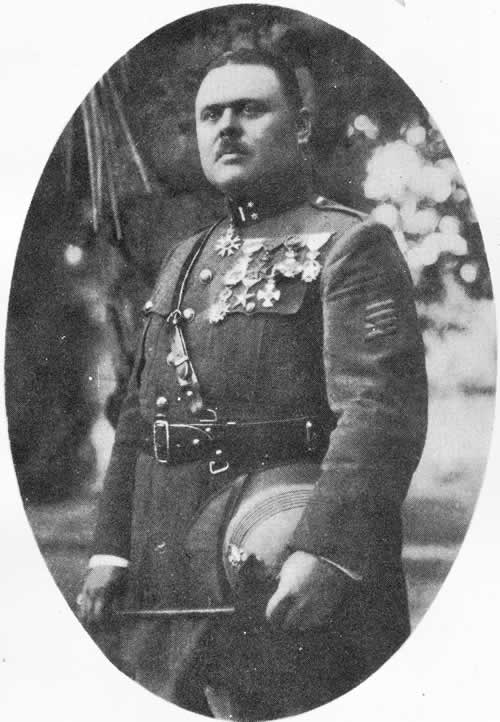
Frederik-Valdemar Olsen

Frederik-Valdemar Olsen (* 24. Mai 1877 in Kalundborg, Dänemark; † 19. November 1962 in Etterbeek, Belgien) war ein dänischer, ab 1920 belgischer General. Er diente ab 1898 zunächst für den belgischen König Leopold II. in der Force Publique des Kongo-Freistaats. Er stieg schnell auf und spielte zwischen 1909 und 1910 eine wichtige Rolle in den Grenzstreitigkeiten mit deutschen und britischen Streitkräften an der Ostgrenze des damaligen Belgisch-Kongo. Während des Ersten Weltkriegs befehligte Olsen eine Streitmacht, die Nordrhodesien gegen einen deutschen Angriff verteidigte und kämpfte anschließend in Deutsch-Ostafrika gegen die dortige deutsche Schutztruppe, als er vom Süden des Kivu-Sees aus an der Einnahme von Tabora beteiligt war.
Nach dem Krieg wurde er Kommandeur der Force Publique und Gouverneur der Provinz Kongo-Kasaï, bevor er 1925 als General in den Ruhestand ging. Anschließend wurde Olsen zum Generaldirektor der staatlichen Kongo-Schifffahrtslinie Unatra ernannt, die später mit Eisenbahnlinien zu Otraco zusammengelegt wurde. Er zog sich 1947 von dieser Position zurück.

## Biographie

### Frühe Jahre (1877–1898)
Olsen stammte aus ärmlichen Verhältnissen. Seine Eltern waren Peter Olsen (1842–1920) und Thora Marie Thomsen (1840–1923). Sein Vater arbeitete als Gepäckträger und transportierte Passagiergepäck zwischen dem Bahnhof Kalundborg und der Fähre zur Insel Seeland, während seine Mutter Gelegenheitsarbeiten erledigte und eine Bäckerei betrieb. Er besuchte die Realschule seiner Heimatstadt und schloss diese 1893 ab.
Olsen fand zunächst eine Anstellung bei der städtischen Polizeistation. Am 12. Oktober 1896 trat er zum Wehrdienst in die Armee ein. Seine Vorgesetzten erkannten seine Fähigkeiten an und der Bürgermeister von Kalundborg finanzierte ihm ein Studium an der Militärakademie in Kopenhagen. Am 8. Oktober 1897 wurde Olsen 2. Leutnant und dem 1. Artillerie-Regiment zugeteilt. Seine Batterie wurde von Johan Stöckel kommandiert, der am Bau des Fort de Shinkakasa mitgewirkt hatte. Stöckels Geschichten weckten in ihm den Wunsch, ebenfalls in Afrika zu dienen. Er wurde von Hans-Hugold von Schwerin für den Dienst im Freistaat Kongo engagiert und ging als Leutnant zur Force Publique.

### Force Publique

#### Vorkriegsjahre (1898–1914)

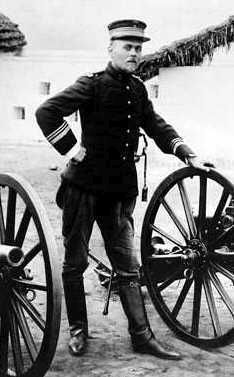
Olsen als junger Offizier im Kongo.

Olsen reiste im Dezember 1898 von Antwerpen nach Boma und wurde unter dem Kommandanten Luc-Arthur-Joseph Jeuniaux dem Lager Irebu zugeteilt. Am 11. Oktober 1899 wurde er in die Provinz Orientale geschickt. Am 7. Dezember 1899 schloss er sich den Truppen an, die den Aufstand unterdrückten, der 1896 im Nordosten des Kongo während der Kongo-Nil-Expedition von Francis Dhanis begonnen hatte.
In der Region kam es immer wieder zu Vorfällen mit Deutschen, die während des Aufstands einen Teil des belgischen Territoriums besetzt hatten und sich weigerten, es den Belgiern zurückzugeben. Kommandant Paul Costermans schickte Olsen im Juli 1900 zur Gründung eines Postens an den Kivu-See, der später zu Bukavu wurde. Leutnant Paul Léon Delwart, Chef der Elitekompanie der Force Publique in der Provinz Orientale, starb am 19. August 1900.[3] Olsen löste Delwart als Leiter des belgischen Eliteunternehmens in der Region Ruzizi-Kivu mit Sitz in Uvira ab. Olsen beendete seine erste dreijährige Amtszeit und kehrte am 11. Dezember 1901 nach Antwerpen zurück. Sein Gesundheitszustand war angeschlagen und er nahm einen neunmonatigen Urlaub.
In der Folge wurde Olsen zum Hauptmann befördert und verließ Antwerpen am 2. Oktober 1902 erneut in Richtung Boma. Er ging weiter nach Stanleyville, wo ihm Justin Malfeyt das Kommando über die mobile Kolonne übertrug, die nach Uvira reisen sollte. Aufgrund eines schweren Malariaanfalls gab er das Kommando vorübergehend ab, erreichte aber am 7. März 1903 Uvira. Als Nächstes erkrankte er an Hämaturie und musste nach Europa zurückkehren, das er am 21. März 1904 erreichte. Am 6. Oktober 1904 verließ er Antwerpen erneut und kehrte in das Gebiet Ruzizi-Kivu zurück. Am 9. Dezember 1905 wurde er zum „Captain-Commander“ und am 23. März 1906 zum Kommandeur des Uvira-Gebiets ernannt. Am 12. Februar 1907 wurde er zum Kommandeur der Ruzizi-Kivu-Gebiete befördert. Er organisierte die Grenzverteidigung, befriedete die Region und stellte eine disziplinierte Truppe auf. Vom 24. November 1907 bis 23. Juli 1908 war er in Europa beurlaubt.

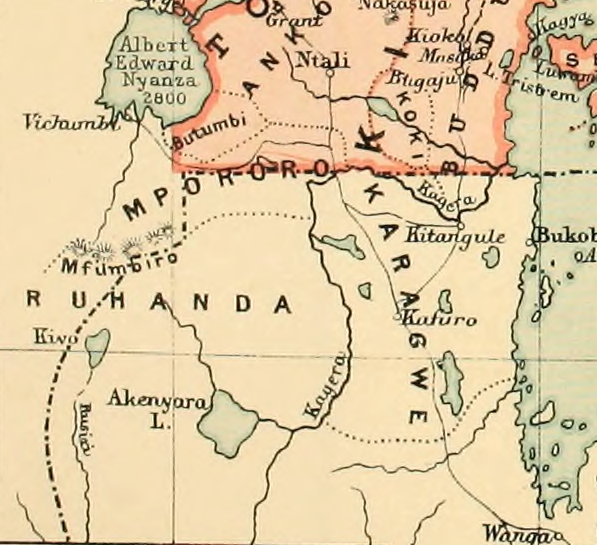
Karte des strittigen Gebietes von 1898. Die Grenzziehung ist nicht eindeutig und auch die Größe des Kiwusees ist falsch dargestellt.

Während seiner vierten Amtszeit musste sich Olsen mit einigen unerlaubten Vereinbarungen zwischen örtlichen belgischen und deutschen Offizieren sowie Absprachen zwischen Deutschen und Briten wegen der komplizierten sog. Mfumbiro-Frage auseinandersetzen. Zuvor hatte man sich geeinigt, dass die sog. Mufumbiro-Berge (gemeint waren die Virunga-Vulkane) zum britischen Besitz gehören sollten, doch stattdessen hatten die Deutschen die Ebene von Ufumbiro in der Nähe von Rutshuru an die Briten abgetreten, obwohl diese eindeutig auf belgischem Territorium lag. Der Vorfall an der Kivu-Grenze begann, als der britische Bezirkskommissar John Methuen Coote den Belgiern am 26. Juni 1909 mitteilte, dass er die Besitzansprüche nicht aufgeben würde. Olsen reiste aus der Region des Albertsees dorthin, verhaftete zwei britische Soldaten, die in Kurezi lagerten, und errichtete drei Schanzen, die den Briten den Zugang versperrten. Coote beschloss, Kurezi zurückzuerobern, wurde jedoch in einer sumpfigen Region angehalten und es ging ihm die Nahrung aus. Olsen weigerte sich, Coote zu treffen und es kam zu einer Pattsituation von zehn Monaten, während die belgische, die deutsche und die britische Regierung sich auf ihre jeweiligen Grenzen in der Region einigten. Gleichzeitig musste sich Olsen mit verschiedenen Provokationen der Deutschen in der Vulkanregion nördlich des Kivu-Sees auseinandersetzen.
Nachdem die Kiwu-Grenzfrage im Mai 1910 geklärt war, wurde Olsen damit beauftragt, eine Militärmacht in Katanga aufzustellen, um die reiche Bergbauregion vor Siedlungsversuchen südafrikanischer Buren-Einwanderer zu schützen. Olsen arbeitete von Ende Juli bis Ende Oktober daran, eine Truppe bestehend aus 26 Europäern und 1.000 Kongolesen mit 26 Maschinengewehren, 20 Kanonen sowie deren Lebensmitteln, Ausrüstung und Munition nach Katanga zu transportieren. Das einzige Transportmittel war der kleine Dampfer Delcommune auf dem Tanganjikasee. Er organisierte eine gut ausgebildete Truppe in Katanga und leistete Pionierarbeit beim Einsatz von Fahrrädern durch die Force Publique. Am 20. November 1911 wurde er zum Major befördert.

### Erster Weltkrieg (1914–1918)

#### Die Tabora-Offensive

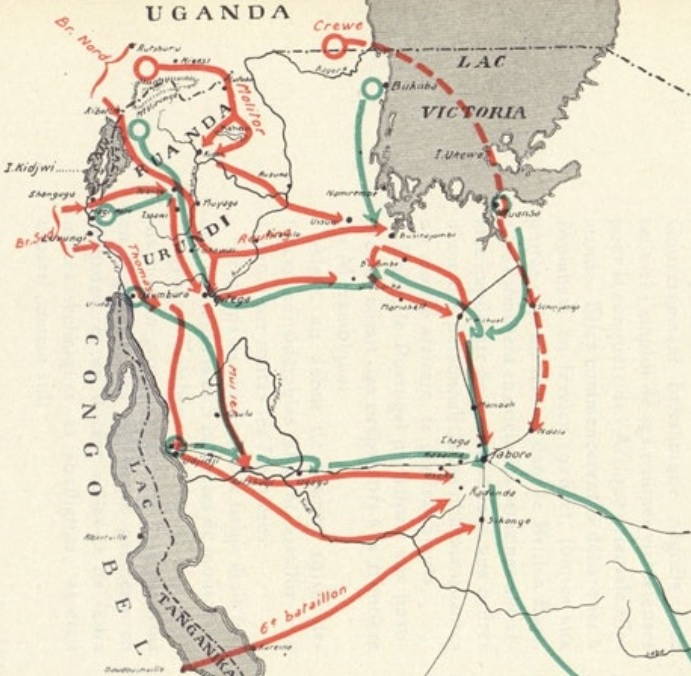
Karte der Tabora-Offensive, Mitte 1916.

Mit dem Ausbruch des Ersten Weltkriegs musste Olsen im August 1914 Katanga mobilisieren. Am 11. September 1914 erhielt er ein Hilfegesuch von George Graham Percy Lyons, Bezirkskommissar von Abercorn in Nordrhodesien, der von den Deutschen angegriffen wurde. Olsen ergriff Maßnahmen zum Einsatz seiner Truppen in der britischen Kolonie, da er davon ausging, dass der Einsatz auch zum Schutz Katangas beitragen würde. Seine Radfahrbataillone trafen bald in Rhodesien ein, wo sie blieben, bis sie durch britische Verstärkung abgelöst wurden. Während dieser Zeit musste Olsen wegen Ruhr im Krankenhaus behandelt werden. Am 23. Juni 1915 befahl General Charles Tombeur den verbliebenen Truppen in Rhodesien, sich auf den Aufbruch nach Kivu vorzubereiten. Am 1. August 1915 hatten die Truppen ihre Bewegung begonnen, als die Deutschen Saisi, 40 Kilometer von Abercorn entfernt, angriffen. Olsen beschloss, ein Bataillon unter Gaston Heenen zu entsenden, um Saisi zu verteidigen. Die Truppen setzten ihren Vormarsch nach Norden erst am 3. November 1915 fort. Olsen wurde erneut krank und musste bis zum 3. März 1916 in Elizabethville bleiben.

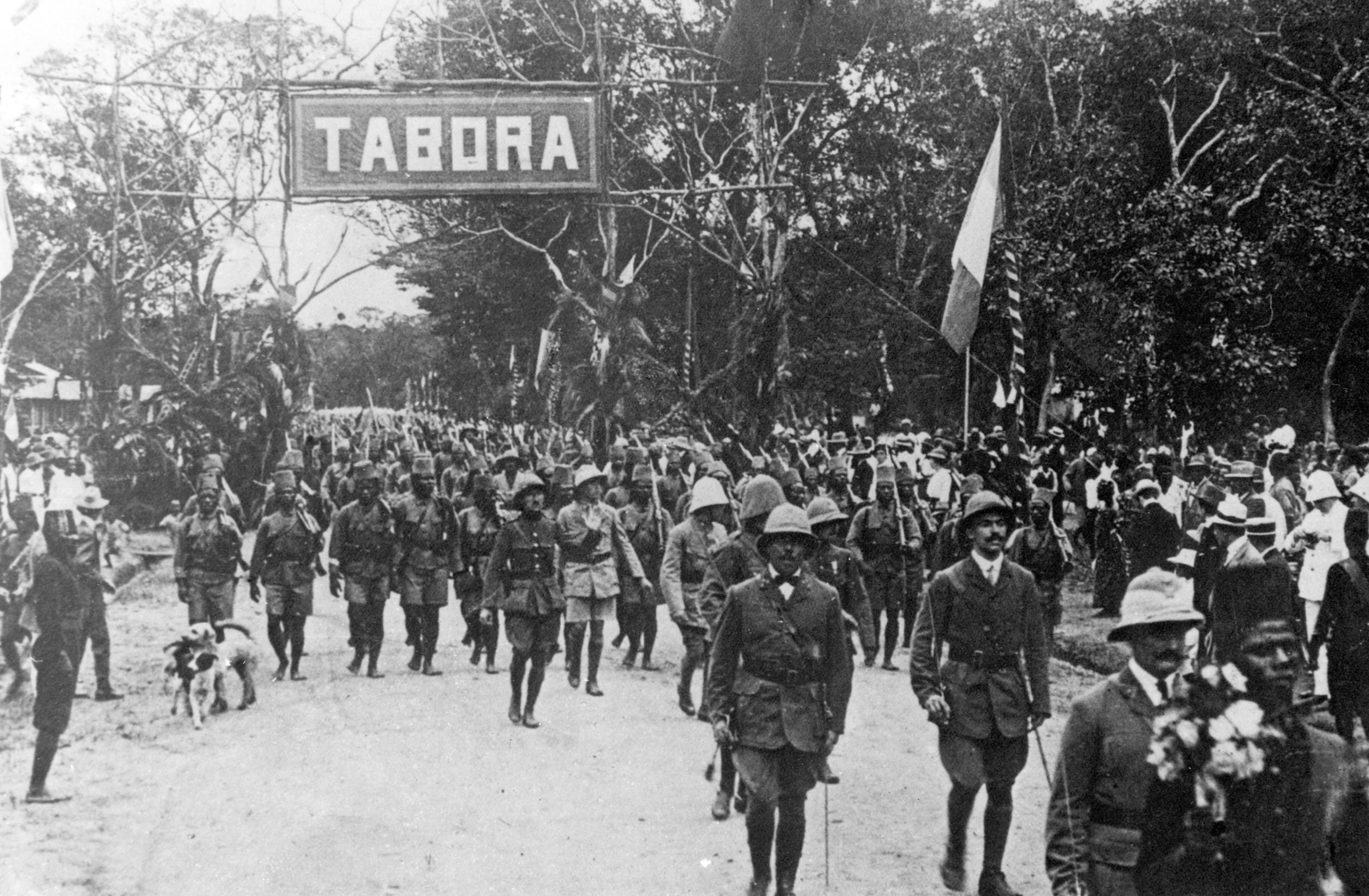
Truppen unter belgischem Kommando marschieren am 19. September 1916 in Tabora ein.

Olsen wurde am 23. Januar 1916 zum Oberstleutnant ernannt und zum Kommandeur der sog. Südbrigade für die Tabora-Offensive ernannt. Am 23. April 1916 schloss er sich der Truppe bei Shangugu an. Die Nordbrigade unter Philippe Molitor marschierte nördlich des Kivu-Sees, verlor jedoch aufgrund starker Regenfälle auf dem Marsch nach Mwanza am Viktoriasee an Schwung. Die Südbrigade unter Olsen griff zwischen dem Kivu- und dem Tanganjikasee an, wo Georges Moulaert das Kommando über die Seestreitkräfte hatte. Olsen stieß schnell von Shangugu nach Gitega vor, kehrte dann in Richtung Tanganjikasee zurück und nahm Usumbura ein. Als er weiter nach Süden ging, eroberte er am 28. Juli 1916 Kigoma ohne großen Widerstand, da die Verteidigungsanlagen auf den See gerichtet waren, den Moulaert nun beherrschte. Am 2. August 1916 eroberte Olsen auch Ujiji.
Im August besetzte die Nordbrigade Maria-Hilf, dann Ugaga, dann Saint-Michael. Die Deutschen zogen sich in Richtung Tabora zurück und zerstörten die Eisenbahn hinter ihnen. Moulaert schickte Eisenbahnausrüstung per Lastkahn auf dem Kongo von Albertville aus, mit der Olsen die Eisenbahn reparierte, während er vorrückte. Olsens Brigade, wurde hinter Kigoma schließlich am Fluss Malagarasi aufgehalten. Erst um den 15. August herum fasste er am gegenüberliegenden Ufer Fuß. Der Bahnhof Usoke an der Eisenbahnlinie wurde am 30. August eingenommen. Die Deutschen unternahmen vom 2. bis 6. September heftige Versuche, es zurückzuerobern, hatten jedoch keinen Erfolg. Anfang September näherten sich die beiden Brigaden Tabora. Vom 10. bis 12. September eroberte und verteidigte Olsens Brigade Lulanguru westlich von Tabora, während die nördliche Brigade die Deutschen fest in den Itaga-Hügeln verschanzt vorfand. Die beiden Brigaden schlossen sich am 16. September entlang eines Bogens nordwestlich von Tabora zusammen. Tombeur sollte den letzten Angriff anführen, doch in der Nacht vom 18. auf den 19. September evakuierten die Deutschen die Stadt. Olsen verfolgte die Deutschen weiter, bis ihm der Befehl zum Anhalten gegeben wurde. Er erhielt einen großen Teil des Verdienstes für die erfolgreichen Operationen.

### Nachkriegszeit (1918–1925)
Olsen verbrachte anschließend einige Zeit in Frankreich und kehrte dann über den Sueskanal und Daressalam nach Ostafrika zurück. Als der Waffenstillstand im November 1918 den Krieg beendete, übernahm Olsen wieder das Kommando über die Truppen in Katanga. 1920 stimmten die Kammer und der Senat einstimmig dafür, ihn zum vollständig eingebürgerten belgischen Staatsbürger zu machen. In dem Zitat heißt es: „Dieser mutige Mann unter allen mutigen Männern, der 30 Jahre im Kongo verbracht hat, ist nun mit Herz und Seele ein großer Mann Belgiens geworden.“ Am 22. November 1920 wurde Olsen zum Oberst ernannt und Oberbefehlshaber der Force Publique, die er für Friedensaufgaben umorganisierte. Im September 1924 war Olsen als Gouverneur von Kongo-Kasaï mit Sitz in Léopoldville kommandiert. Am 17. April 1925 wurde er zum General befördert und ging am 25. April 1925 in den Ruhestand.

### Spätere Karriere (1925–1962)
Der Minister der Kolonien, Henri Carton de Tournai, hatte Olsen gebeten, den Armeedienst zu quittieren, damit er die Leitung des staatlichen Transportunternehmens Unatra (Union National des Transports Fluviaux) übernehmen könne. Olsen machte vom 11. Juni bis 8. Dezember 1925 Urlaub in Europa. Anschließend übernahm er das Amt des Generaldirektors von Unatra, das aus der Zusammenlegung der Werften und Boote von Sonatra (Sociéte National des Transports Fluviaux au Congo) und Citas (Compagnie Industrielle) entstanden war. Er führte verschiedene Reformen durch, um der Korruption Einhalt zu gebieten, die Einhaltung von Zeitplänen sicherzustellen und das Finanzmanagement zu verbessern. Er strukturierte die Organisation in Sektoren mit Zentralen in Coquilhatville, Bumba, Bandundu und Port-Francqui. Er hatte mit der örtlichen Bürokratie zu kämpfen und bot dem Ministerium irgendwann seinen Rücktritt an, der jedoch abgelehnt wurde. Die C.F.L. (Compagnie du chemin de fer du Congo Supérieur aux Grands Lacs Africains) war von Olsens Leistungen beeindruckt und ernannte ihn zu ihrem Generaldirektor in Afrika, verantwortlich für den Transport auf dem Lualaba-Fluss. 1930 erkrankte Olsen an der Schlafkrankheit und musste Afrika verlassen.
Olsen blieb Direktor von Unatra und C.F.L. und wurde 1936 zum Geschäftsführer von Otraco (Office des Transports Colonials) ernannt, das aus der Zusammenlegung von Unatra, der Matadi-Kinshasa-Bahn und der Mayumbe-Bahn entstand. Er besuchte den Kongo zwischen dem 5. November 1937 und dem 21. Juni 1938, um die Eisenbahn- und Schifffahrtsgesellschaft in ein zusammenhängendes Ganzes zu integrieren und die Privatunternehmenskultur der Eisenbahn mit der Beamtenkultur der Schifffahrtslinie in Einklang zu bringen. Während des Zweiten Weltkriegs blieb Olsen während der deutschen Besatzung als Chef von Otraco in Belgien. Nach dem Krieg leitete er einen großen Ausbau der Flotte ein. Er ging im Mai 1947 in den Ruhestand. In diesem Jahr wurde das größte und modernste Passagierschiff im Kongo nach Olsen benannt.

## Privatleben
Olsen heiratete Harriet Meta de Stricker am 17. September 1906 in Kopenhagen. Diese Ehe wurde geschieden. Am 25. Juli 1929 heiratete er in Paris Yvonne Marguerite Madeleine Atgier (* 2. Februar 1888; † 5. Februar 1962), eine in Algier geborene Französin. Olsen starb am 17. November 1962 in Etterbeek, Belgien.

## Ehrungen und Verdienste
In mehreren Städten gab es eine Avenue Général Olsen. 1953 wurde in Bukavu ein Denkmal in Form einer Stele für die von Olsen angeführte Truppe errichtet, die den Ort für den Kongo-Freistaat in Besitz genommen hatte. 1948 wurde in Léopoldville ein großes Postschiff mit dem Namen General Olsen in Dienst gestellt.
Er erhielt folgende Auszeichnungen:
- Großkreuz des Afrikanischen Sternenordens
- Kommandeur des belgischen Leopoldordens
- Kommandeur des belgischen Löwenordens
- Kommandeur des belgischen Kronenordens
- Kommandeur des dänischen Dannebrogordens
- Ritter der französischen Ehrenlegion
- belgisches Kriegskreuz;

## Veröffentlichungen
- Les avatars et les desiderata de la navigation sur le Haut-Fleuve. Bull, des S. De l'L.R.C.B. III. S. 228–248. 1932.
- Emmanuel Hanssens, Notice biographique. Bull, des S. De l'L.R.C.B. XVIII. S. 163–167. 1947.
- Histoire des troupes du Katanga pendant la période 1910 jusqu'à l'offensive en A. O. A, pendant la première guerre mondiale. Revue congolaise illustré. Ausgabe 9. 1950.
- Décès de Pierre Leemans. Bull, des S. De l'L.R.C.B. XXII. S. 211–212. 1951.